# Национално знаме на Демократична република Конго
Знамето на Демократична република Конго е утвърдено на 20 февруари 2006 година заедно с новата конституция на страната, която е ратифицирана през декември 2005 и влиза в сила от февруари 2006. Новото знаме на ДРК наподобява националния флаг на страната в периода между 1963 и 1971. Разликите между двете знамена са, че синият цвят на новия флаг на ДРК е променен от кралско синьо на небесносиньо, което символизира мира. Червеният пояс символизира „кръвта на мъчениците на Конго“, златният кант – богатството на страната и златната звезда – сияйното бъдеще на ДРК.

## Предишни знамена
Бурната и превратна история на ДРК се отразява и върху националната символика на страната. Предишният флаг на ДРК е утвърден през 1997 година, който е почти същият като този в периода 1960 и 1963 година. Първоначално звездите в лявата част на знамето символизират шестте провинции на ДРК, но тази символика не остава дълго време актуална, тъй като към настоящия момент ДРК се дели на десет независими провинции и столичния град Киншаса, който има същия статут. Това знаме се базира на знамето, използвано от белгийския крал Леополд II, за да представя неговата Африканска международна асоциация (хуманитарна организация, която е фортпост на белгийския крал за неговите колониални интереси в Конго) и е използвано за първи път през 1877 година. Според някои източници оригиналният дизайн на това знаме е на известния европейски изследовател Хенри Мортън Станли. Представлява син правоъгълник, в средата на който има изобразена златна петолъчна звесда, символизираща „светлите лъчи на цивилизацията“, осветяващи „тъмното сърце на Африка“. Същият дизайн е използван и за знамето на Свободната държава Конго след като територията официално е призната за лично владение на Леополд II от Берлинския конгрес.
След независимостта на Белгийско Конго на 30 юни 1960 за знаме на новата държава е избран дизайнът на колониалното знаме, към което в левия ъгъл са прибавени шест по-малки звезди, символизиращи шестте провинции на страната и синият цвят е изсветлен към небесно синьо, символизиращо мира. Това знаме е в употреба от 1960 до 1963 година.
След настъпилата криза и гражданска война Мобуту Сесе Секо взема надмощие и знамето на страната е променено. То е в употреба от 1963 до 1971 година и представлява същата златна звезда на син фон, поставена в левия горен ъгъл. Знамето има червен пояс от левия долен ъгъл до десния горен, обкантена от двете страни със златни ивици.
Това знаме е променено след като името на страната е сменено на Заир през 1971 година. Новият заирски флаг е в унисон с опитите на диктатора Мобуту да „реафриканизира“ страната и съдържа панафриканските цветове. Представлява зелен правоъгълник, в средата на който има изобразен жълт кръг, в който има черна ръка държаща запален факел. Това знаме е в употреба до 1997 година.
След свалянето от власт на диктатора Мобуту в страната идва на власт нов режим, който връща името на държавата Конго, както и първото знаме на страната след независимостта. Разликата е само в цвета, който от небесносин е променен на кралско синьо. След продължилите размирици и нова гражданска война в ДРК се установява примирие и е приета нова конституция на страната, която предвижда и новото знаме.

## Галерия
- Знамето на Африканската международна асоциация, позната като Свободна държава Конго (1877 – 1908), а по-късно като Белгийско Конго (1908 – 1960)
- Първото знаме на независимо Конго (1960 – 1963)
- Променен вариант (1966 – 1971)
- Знамето на Заир (1971 – 1997)
- Знаме на ДРК (1997 – 2006)
- Национално знаме на ДРК от 2006